# Пырван, Василе
Василе Пырва́н (рум. Vasile Pârvan; 28 сентября 1882, с. Перкиу [ныне в жудеце Бакэу] — 26 июня 1927, Бухарест) — румынский историк, археолог, писатель и эссеист.

## Биография
Василе Пырван родился в селе Перкиу в румынской провинции Молдова. Высшее образование получил в Бухаресте, затем учился в Германии по специализации «античная история». С 1909 года он — профессор Бухарестского университета. В 1913 году был принят в члены Румынской Академии наук.
Основной темой научных изысканий В.Пырвана были изучение обстоятельств возникновения румынского народа. В связи с этим учёный проводил на территории Румынии археологические раскопки — в 1913 году на развалинах римско-византийского города Ульметум, в 1914 году — в Истрии. После окончания Первой мировой войны Василе Пырван организует исследования неолитических стоянок и дакийских поселений вдоль течения больших рек в Румынии.
Василе Пырван является автором ряда крупных работ по древней истории Румынии, основным из которых считается вышедшая в 1926 году в Бухаресте «Гетика. Протоистория Дакии» (Getica. O protoistorie a Daciei). В этой книге учёный излагает историю даков с I тысячелетия до н. э. и вплоть до II века н. э. Василе Пырван также основывает научный журнал по исторической тематике «Daciа», в котором публиковались результаты археологических раскопок на территории Румынии, и занимал пост его первого редактора.

## Избранные сочинения
- M. Aurelius Versus Caesar și L. Aurelius Commodus (1909)
- Contribuții epigrafice la istoria creștinismului daco-roman (1911)
- Cetatea Tropaeum (1912)
- Memoriale, București, Cultura Națională, 1923
- Începuturile vieții romane la gurile Dunării (1923)
- Getica (1926)
- Dacia. Civilizațiile antice din regiunile carpato-danubiene (1928, în limba engleză, traducere în română 1937, 1957, 1958)